# 林昭次
林 昭次（はやし しょうじ、1981年 - ）は、岡山理科大学准教授。学位は博士（理学）。古生物学および進化生物学を専門とする。

## 人物
1981年に大阪府にて生まれる。修士課程時代に国立科学博物館の真鍋真の下で骨組織学 (bone histology) を学び、2006年に日本大学大学院総合基礎科学研究科修士課程を修了。博士課程では北海道大学総合博物館の小林快次の指導を受け、2009年に北海道大学大学院理学院自然史科学専攻博士課程を修了。北海道大学大学院専門研究員と札幌医科大学第二解剖学講座非常勤職員をそれぞれ1年ずつ歴任した後、ドイツのボン大学ドイツ学術交流会博士研究員とボン大学日本学術振興会海外特別研究員を歴任、2013年から4年間大阪市立自然史博物館に学芸員として勤務した。2017年から岡山理科大学生物地球学部生物地球学科職員。日本古生物学会と日本進化学会、米国古脊椎動物学会（Society of Vertebrate Paleontology）ならびに独国古生物学会（Paläontologische Gesellschaft）に所属している。
装楯類恐竜の成長と皮骨の機能、首長竜類の水棲適応、マチカネワニの成長様式と性差など、古脊椎動物に進化や生態を研究テーマとしている。化石に残された骨の外部形態だけでなく内部組織の分析を行い、骨の薄片からその機能や成長を研究し、生物の生活様式や成長速度などの推定を行っている。現生生物の組織との比較をも手法としており、ステゴサウルスの背中の板の用途やデスモスチルスの生息環境の推定が紹介されている。

## 書籍

### 監修
- 『楽しい日本の恐竜案内』（平凡社、2018年、ISBN 9784582945843）
- 『パンダの祖先はお肉が好き！？』（笠倉出版社、2020年、ISBN 9784773061116）
- 『ほんとうは“よわい恐竜”じてん』（KADOKAWA、2022年、ISBN 9784046055989）
- 『怪獣古生物大襲撃』（技術評論社、2022年、ISBN 9784297128920）
- 『すけすけ恐竜 骨ぬりえ ずかん』（日本文芸社、2023年、ISBN 9784537221183）[7]

## 出演
- 『NHKスペシャルこれが恐竜王国ニッポンだ!』 （NHK総合 2018年8月29日）[8]